# División 4 de Gibraltar
La División 4 de Gibraltar fue una liga de fútbol sala organizada por la Asociación de Fútbol de Gibraltar desde 2015, y el último nivel del sistema de ligas de fútbol sala de Gibraltar hasta 2017. El torneo se disputó durante dos temporadas (2015-16 y 2016-17) y en ambas estuvo integrado por 10 clubes.  
Para la temporada 2017-18, la GFA implementó una nueva reglamentación a través de la cual se prohibía la inscripción de nuevos clubes y la inscripción de clubes filiales. Como consecuencia de esta medida el número de clubes en el Sistema de ligas se redujo. Sumado a esto, el incremento de clubes en División 1 (de 6 a 9) contribuyó a que todos los clubes inscritos fueran distribuidos solamente en tres niveles (División 1, 2 y 3) y de esta manera la División 4 fue suprimida. 
Los equipos de esta división jugaron en la Futsal Rock Cup y en la Copa de la División 4 de Gibraltar.

## Sistema de competición
El torneo se jugaba bajo el sistema de todos contra todos. Al final de la temporada el campeón ganaba un ascenso a la División 3 de Gibraltar. Al ser el último nivel de la pirámide en el sistema de ligas de fútbol sala de Gibraltar no hubo descensos.

## Resumen de Temporadas (2015-2017)
En esta sección se muestra un resumen muy breve de las temporadas 2015-16 y 2016-17.
| 2015-16 | 2015-16                 | 2015-16 | 2015-16 | 2015-16 | 2015-16 | 2015-16 | 2015-16 |
| Pos.    | Club                    | PJ      | V       | E       | D       | DG      | Pts.    |
| ------- | ----------------------- | ------- | ------- | ------- | ------- | ------- | ------- |
| 1       | Gibraltar United        | 18      | 16      | 0       | 2       | 98      | 48      |
| 2       | Newton Store FC         | 18      | 15      | 1       | 2       | 59      | 46      |
| 3       | Moroccan Athletic       | 18      | 14      | 2       | 2       | 73      | 44      |
| 4       | Manchester 62 FC B (D)  | 18      | 9       | 1       | 8       | 15      | 28      |
| 5       | Lions FC C              | 18      | 9       | 0       | 9       | -10     | 27      |
| 6       | Europa FC               | 18      | 7       | 2       | 9       | 7       | 23      |
| 7       | Britania XI FC          | 18      | 6       | 2       | 10      | 4       | 20      |
| 8       | Humphries Football Club | 18      | 6       | 0       | 12      | -42     | 18      |
| 9       | Atlas Lions FC          | 18      | 4       | 0       | 14      | -33     | 12      |
| 10      | Maccabi Gimal (D)       | 18      | 0       | 0       | 18      | -171    | 0       |

| 2016-17 | 2016-17             | 2016-17 | 2016-17 | 2016-17 | 2016-17 | 2016-17 | 2016-17 |
| Pos.    | Club                | PJ      | PG      | PE      | PP      | DG      | Pts.    |
| ------- | ------------------- | ------- | ------- | ------- | ------- | ------- | ------- |
| 1       | South United        | 18      | 17      | 0       | 1       | 58      | 51      |
| 2       | Bavaria             | 18      | 14      | 2       | 2       | 94      | 44      |
| 3       | VR Solutions Laguna | 18      | 12      | 1       | 5       | 31      | 37      |
| 4       | Humphries           | 18      | 11      | 1       | 6       | 44      | 34      |
| 5       | B. G. I.            | 18      | 10      | 0       | 8       | 0       | 30      |
| 6       | Sporting            | 18      | 7       | 1       | 10      | -9      | 22      |
| 7       | Atlas Lions         | 18      | 6       | 1       | 11      | -44     | 19      |
| 8       | Europa              | 18      | 4       | 2       | 12      | -49     | 14      |
| 9       | Britannia XI        | 18      | 3       | 0       | 15      | -48     | 9       |
| 10      | Maccabi Bet         | 18      | 2       | 0       | 16      | -77     | 6       |

## Lista de campeones
| Temporada | Campeón          | Subcampeón   | Tercero             |
| --------- | ---------------- | ------------ | ------------------- |
| 2015-16   | Gibraltar United | Newton Store | Moroccan Athletic   |
| 2016-17   | South United     | Bavaria      | VR Solutions Laguna |

## Títulos por club
| Pos. | Club             | Títulos | Años en los que fue campeón |
| ---- | ---------------- | ------- | --------------------------- |
| 1    | South United     | 1       | 2017                        |
| 2    | Gibraltar United | 1       | 2016                        |

## Estadísticas

### Goleadores por temporada
| Temporada | Jugador     | Club      | Goles |
| --------- | ----------- | --------- | ----- |
| 2015-16   | Damian Roca |           | 59    |
| 2016-17   | Pitaluga    | Humphries | 31    |

## Copa de la División 4
La Copa de la División 2 fue un torneo jugado por eliminación directa solo por los equipos de la División 3.
| Edición | Campeón | Resultado | Subcampeón   |
| ------- | ------- | --------- | ------------ |
| 2017    | Bavaria | 4 – 3     | South United |